# Final da Copa das Confederações FIFA de 2009
A Final da Copa das Confederações de 2009 foi um jogo de futebol que determinou o campeão da Copa das Confederações de 2009. O jogo aconteceu no Estádio Ellis Park na cidade Joanesburgo, África do Sul, no dia 28 de junho de 2009 e foi disputado pelos Estados Unidos e Brasil. Apesar de ter terminado o primeiro tempo do jogo perdendo por 2 a 0, o Brasil o venceu por 3 a 2 com Lúcio marcando o gol do título a 6 minutos do final da partida. Entre a plateia que estavam assistindo a partida estavam o Presidente dos Estados Unidos, Barack Obama e o Presidente do Brasil na época, Luiz Inácio Lula da Silva.
Esta foi a primeira vez que a Seleção de Futebol Masculino dos Estados Unidos chegou a uma final de competição da FIFA. Entretanto, foi a quarta aparição da Seleção Brasileira somente em Copas das Confederações.
Antes do jogo, a FIFA homenageou o meio-campista camaronês Marc-Vivien Foé, que veio a falecer durante a semifinal da Copa das Confederações de 2003, vitima de uma parada cardíaca.

## Detalhes do jogo
| 28 de junho de 2009 | Estados Unidos            | 2 – 3     | Brasil                            | Ellis Park, Joanesburgo                 |
| 20:30 (UTC+2)       | Dempsey 10' · Donovan 27' | Relatório | Luís Fabiano 46', 74' · Lúcio 84' | Público: 52,291 Árbitro: Martin Hansson |

| Estados Unidos | Brasil |

| ESTADOS UNIDOS: |    |                      |     |     |
|                 |    |                      |     |     |
| GL              | 1  | Tim Howard           |     |     |
| LD              | 21 | Jonathan Spector     |     |     |
| ZA              | 5  | Oguchi Onyewu        |     |     |
| ZA              | 15 | Jay DeMerit          |     |     |
| LE              | 3  | Carlos Bocanegra (c) | 19' |     |
| VL              | 13 | Ricardo Clark        |     | 88' |
| VL              | 22 | Benny Feilhaber      |     | 75' |
| MC              | 8  | Clint Dempsey        |     |     |
| MC              | 10 | Landon Donovan       |     |     |
| AT              | 17 | Jozy Altidore        |     | 75' |
| AT              | 9  | Charlie Davies       |     |     |
| Substituições:  |    |                      |     |     |
| ZA              | 2  | Jonathan Bornstein   |     | 75' |
| MC              | 16 | Sacha Kljestan       |     | 75' |
| AT              | 4  | Conor Casey          |     | 88' |
| Técnico:        |    |                      |     |     |
| Bob Bradley     |    |                      |     |     |

| BRASIL:        |    |                |     |     |
|                |    |                |     |     |
| GL             | 1  | Júlio César    |     |     |
| LD             | 2  | Maicon         |     |     |
| ZA             | 3  | Lúcio (c)      | 69' |     |
| ZA             | 14 | Luisão         |     |     |
| LE             | 16 | André Santos   | 36' | 66' |
| VL             | 8  | Gilberto Silva |     |     |
| VL             | 5  | Felipe Melo    | 25' |     |
| MC             | 18 | Ramires        |     | 67' |
| MC             | 10 | Kaká           |     |     |
| AT             | 11 | Robinho        |     |     |
| AT             | 9  | Luís Fabiano   |     |     |
| Substituições: |    |                |     |     |
| LE             | 13 | Daniel Alves   |     | 66' |
| MC             | 7  | Elano          |     | 67' |
| Técnico:       |    |                |     |     |
| Dunga          |    |                |     |     |

| Melhor em campo: Kaká Assistentes: Henrik Andrén Fredrik Nilsson Quarto árbitro: Benito Archundia Quinto árbitro: Hector Vergara |